# Hedmark
La contea di Hedmark (norvegese: Hedmark fylke) era una contea norvegese situata nel sud-est del paese. Confinava con le contee di Sør-Trøndelag, Oppland e Akershus. La sua capitale era Hamar. Confinava inoltre con le contee svedesi di Dalarna e Värmland. Dal 1º gennaio 2020 fa parte della contea di Innlandet.

## Storia

### Etimologia
Il nome Hedmark deriva dal norreno Heiðmǫrk, "Bosco della palude", e indicava la regione tra Hamar ed Elverum.

### Stemma
Lo stemma era recente (1987). Mostra tre barkespader (asce usate per rimuovere la corteccia dai tronchi di legno).

### Storia

#### Preistoria ed età del ferro
In quasi tutta la contea sono stati trovati insediamenti e sepolture dell'età della pietra, e a Ringsaker è avvenuto il più antico rinvenimento dell'età del bronzo in Norvegia. Vi sono reperti anche dell'età del ferro e molti d'era vichinga, mentre sembrano totalmente assenti reperti d'età merovingia: infatti sembra che fino all'VIII secolo l'Østerdalen fosse popolato quasi interamente da Sami.

#### Età vichinga e medioevo
Tra 300 e 800 il distretto di Solør fu un importante regno. Nel VI secolo a Åker gård, vicino Hamar, si sviluppò un insediamento proto-urbano dotato di un mercato, di un'assemblea (þing) e templi.Attorno al 1050 qui furono coniate le prime monete. Nel 1152 Hamar divenne sede di un vescovo e la zona crebbe di importanza. La Peste nera a metà XIV secolo comportò il declino della contea e decimò la popolazione. Poco prima della Riforma, Hamar perdette il suo diritto di avere un mercato e nel 1536, per opera della Riforma, la sede del vescovo scomparve.

#### Seconda guerra mondiale ed età contemporanea
Nell'aprile 1940 presso Midtskogen e Kongsvinger ebbero luogo alcune battaglie tra tedeschi e norvegesi. Nello stesso mese, bombardieri nazisti distrussero la città di Elverum, dove il re, il principe ereditario e tutto il governo si erano rifugiati. La contea, nel 1994, ha ospitato i Giochi olimpici di Lillehammer.

## Geografia
Il Glomma, il fiume più lungo di Norvegia, scorreva da nord a sud per tutta la contea.
I laghi più importanti sono il Femunden e il Mjøsa, il più grande della Norvegia. Era, insieme all'Oppland, la sola contea a non avere una costa.
L'Hedmark era una delle contee meno urbanizzate della Norvegia, in quanto la metà dei suoi abitanti vivono in ambito rurale. La popolazione si concentra principalmente nella ricca zona agricola del sud-est.
Le grandi foreste dell'Hedmark consentono lo sviluppo della silvicoltura norvegese: il legname tagliato è immesso nel fiume Glomma la cui corrente lo porta fino al mare.

## Aree naturali
Nella contea di Hedmark si trovavano parte del Parco nazionale Forollhogna, parte del Parco nazionale Femundsmarka, parte del Parco nazionale Rondane e il Parco nazionale Gutulia.

## Popolazione
| Storico della popolazione  | Storico della popolazione | Storico della popolazione |
| Anno                       | Pop.                      | ±%                        |
| -------------------------- | ------------------------- | ------------------------- |
| 1951                       | 173,167                   | —                         |
| 1961                       | 177,324                   | +2.4%                     |
| 1971                       | 179,204                   | +1.1%                     |
| 1981                       | 187,223                   | +4.5%                     |
| 1991                       | 187,314                   | +0.0%                     |
| 2001                       | 187,999                   | +0.4%                     |
| 2011                       | 191,622                   | +1.9%                     |
| 2021?                      | 204,065                   | +6.5%                     |
| 2031?                      | 216,105                   | +5.9%                     |
| Source: Statistics Norway. |                           |                           |

## Comuni
La contea dell'Hedmark era suddivisa in 22 comuni (kommuner):
| Nome        |
| ----------- |
| Ringsaker   |
| Hamar       |
| Elverum     |
| Stange      |
| Kongsvinger |
| Sør-Odal    |
| Løten       |
| Åsnes       |
| Trysil      |
| Eidskog     |
| Tynset      |
| Nord-Odal   |
| Grue        |
| Åmot        |
| Våler       |
| Stor-Elvdal |
| Alvdal      |
| Os          |
| Rendalen    |
| Folldal     |
| Tolga       |
| Engerdal    |